# Trofeo TIM di pallavolo maschile
Il Trofeo TIM è stato un triangolare amichevole estivo di pallavolo, giocato da tre squadre della Serie A1 invitate dalla Lega Pallavolo Serie A.
È stato fondato nel 2004 su idea della TIM, che già dal 2001 sponsorizzava l'omonimo torneo di calcio. Dopo solo due edizioni, però, il torneo non venne più disputato.

## Formula
Il torneo era strutturato su tre incontri al meglio dei tre set. L'eventuale terzo set si sarebbe disputato con il raggiungimento dei 15 punti, come nei normali tie-break.
A vincere era la squadra che aveva conseguito più punti al termine dei tre incontri. Il punteggio era così determinato:
- 2 punti in caso di vittoria;
- 1 punto in caso di sconfitta per 1 a 2;
- 0 punti in caso di sconfitta per 0 a 2.

## Albo d'oro
- Trentino - 1 (2004)
- Perugia - 1 (2005)

| Edizione      | Edizione                              | Podio    | Podio    | Podio   |
| Anno          | Sede finale                           | Campione | Seconda  | Terza   |
| ------------- | ------------------------------------- | -------- | -------- | ------- |
| 2004 Dettagli | Venezia Palasport Giovanni Gianquinto | Trentino | Treviso  | Callipo |
| 2005 Dettagli | Mantova PalaBam                       | Perugia  | Piacenza | Treviso |

## Edizioni

### 2004
- Sede: Venezia
- MVP: Stefan Hübner ( Trentino)

| Classifica | Classifica                  | Classifica | Partite | Partite | Set | Set | Set   | Punti Set | Punti Set | Punti Set |
| #          | Squadra                     | Pt         | V       | P       | V   | P   | Qz    | V         | P         | Qz        |
| ---------- | --------------------------- | ---------- | ------- | ------- | --- | --- | ----- | --------- | --------- | --------- |
| 1          | Itas Diatec Trentino        | 4          | 2       | 0       | 4   | 2   | 2.000 | 124       | 119       | 1.042     |
| 2          | Sisley Treviso              | 3          | 1       | 1       | 3   | 2   | 1.500 | 111       | 100       | 1.111     |
| 3          | Tonno Callipo Vibo Valentia | 1          | 0       | 2       | 1   | 4   | 0.250 | 93        | 109       | 0.853     |

| 18 settembre 2004 Venezia | Tonno Callipo Vibo Valentia | 1-2 | Itas Diatec Trentino        | 25-19, 22-25, 11-15 |
| 18 settembre 2004 Venezia | Sisley Treviso              | 2-0 | Tonno Callipo Vibo Valentia | 25-16, 25-19        |
| 18 settembre 2004 Venezia | Itas Diatec Trentino        | 2-1 | Sisley Treviso              | 27-25, 23-25,15-11  |

### 2005
- Sede: Mantova
- MVP: Sebastian Świderski ( Perugia)

| Classifica | Classifica              | Classifica | Partite | Partite | Set | Set | Set   | Punti Set | Punti Set | Punti Set |
| #          | Squadra                 | Pt         | V       | P       | V   | P   | Qz    | V         | P         | Qz        |
| ---------- | ----------------------- | ---------- | ------- | ------- | --- | --- | ----- | --------- | --------- | --------- |
| 1          | RPA Caffè Maxim Perugia | 4          | 2       | 0       | 4   | 1   | 4.000 | 121       | 106       | 1.142     |
| 2          | Copra Berni Piacenza    | 3          | 1       | 1       | 3   | 3   | 1.000 | 128       | 129       | 0.992     |
| 3          | Sisley Treviso          | 1          | 0       | 2       | 1   | 4   | 0.250 | 99        | 113       | 0.876     |

| 18 settembre 2005 Mantova | RPA Caffè Maxim Perugia | 2-1 | Copra Berni Piacenza    | 22-25, 25-18, 24-22 |
| 18 settembre 2005 Mantova | Sisley Treviso          | 1-2 | Copra Berni Piacenza    | 19-25, 25-22, 14-16 |
| 18 settembre 2005 Mantova | Sisley Treviso          | 0-2 | RPA Caffè Maxim Perugia | 18-25, 23-25        |